# Pour lire pas lu
Pour lire pas lu, PLPL, « le journal qui mord et fuit », était un journal satirique français bimestriel qui analysait le contenu de la presse et des médias français. Il fut publié entre juin 2000 et octobre 2005.

## Origine
PLPL s'inscrivait dans la lignée des ouvrages de critique des médias des années 1990 comme Les Nouveaux Chiens de garde de Serge Halimi, Journalistes au quotidien d'Alain Accardo et Sur la télévision de Pierre Bourdieu,.
Son titre, Pour lire pas lu, vient d'un film de Pierre Carles, Pas vu pas pris, consacré au fonctionnement des grands médias nationaux français, refusé par la télévision et finalement diffusé en salles grâce à une souscription (Pour Voir Pas Vu) lancée notamment par Charlie Hebdo.
Le journal fut notamment créé par Pierre Carles. Ses principaux collaborateurs étaient Serge Halimi, également journaliste au Monde diplomatique (cette publication n'étant pas pour autant épargnée par les critiques de PLPL), Gilles Balbastre et Pierre Rimbert. Ils animaient régulièrement des réunions-débats sur les médias.
L'objectif déclaré de PLPL était de détruire « le parti de la presse et de l'argent » (PPA).

## La «Laisse d'or»
PLPL décernait tous les trois mois la « Laisse d'or » (sur le modèle des rubriques « le mur du çon » et « la noix d'honneur » du journal Le Canard enchaîné), un prix symbolique récompensant le journaliste ou la personnalité des médias du moment que PLPL jugeait le plus servile.
Parmi les récipiendaires, on peut citer : Bernard-Henri Lévy (numéro 0, juin 2000), Les «valets de Messier et de Minc», (numéro 1, octobre 2000), Hervé Bourges (numéro 2/3, décembre 2000-février 2001), Laure Adler (numéro 4, avril 2001), Claude Sérillon (numéro 5, juin-août 2001), Josyane Savigneau (numéro 6, octobre 2001), Jean-Louis Gombaud (numéro 8, février 2002), Jean-Paul Enthoven (numéro 9, avril 2002), Nicolas Weill (numéro 10, juin-août 2002), Gilles Bresson (numéro 11, octobre 2002), Daniel Leconte (numéro 12, décembre 2002), Olivier Mongin (numéro 13, février 2003), Romain Goupil (numéro 14, avril 2003), Robert Redeker (numéro 15, juin-août 2003), Jean-Luc Hees  (numéro 16, septembre-octobre 2003), Daniel Cohn-Bendit (numéro 17, décembre 2003), Jacques Attali (numéro 18, février 2004), Pascal Perrineau (numéro 19, avril 2004), Pascal Lamy (numéro 20, juin-août 2004), Sylvain Bourmeau (numéro 21, octobre 2004), Jean-Luc Mano (numéro 22, décembre 2004), Dominique Reynié (numéro 23, février 2005), André Glucksmann (numéro 24, avril 2005), Toni Negri (numéro 25, juin-août 2005) et Philippe Corcuff (numéro 26, octobre 2005).

## Polémiques
PLPL s'est trouvé au cœur de polémiques avec le journal Le Monde, au moment de la parution de La Face cachée du Monde. Dans un encadré destiné à répondre aux critiques de PLPL, le quotidien note : « Pour lire, pas lu (PLPL) attaque régulièrement tous les organes de presse et se livre à des charges personnelles à l’encontre des journalistes, et particulièrement les dirigeants du Monde.» 
Le journal PLPL a été critiqué par ses adversaires pour son style pamphlétaire jugé agressif, au motif que ses articles n'étaient pas signés (en réalité, ils l'étaient par l'ensemble de la rédaction qui marquait ainsi son opposition au « culte de la personne » prévalant dans les médias classiques), pour ses attaques ad hominem, et pour les sobriquets donnés de manière récurrente aux principaux patrons de presse, comme Serge July, dit « Crassus », Jean-Marie Colombani, dit « Ramina », Laurent Joffrin, dont le vrai nom, Mouchard, était souvent cité, Alain Minc, dit « le plagiaire servile » (en référence à sa condamnation par le Tribunal de grande Instance de Paris pour « plagiat » et propos « servilement reproduits »)  ou encore Edwy Plenel, dit « le roi du téléachat ».
PLPL sera également critiqué par Philippe Val, qui était alors l'objet de  critiques au sein de la profession journalistique, et dont PLPL a condamné le soutien à la guerre au Kosovo, ses anathèmes répétés concernant « l'Islamo-gauchisme », son réformisme ainsi que sa rhétorique jugée particulièrement pédante. Philippe Val consacrera alors un éditorial à PLPL qu'il comparera aux « feuilles d’extrême droite des années trente .» 
Philippe Corcuff a proposé des critiques du contenu des analyses et des méthodes de PLPL,,. En signe de gratitude, PLPL lui a décerné sa dernière « laisse d'or ».

## Disparition
Le dernier numéro de PLPL date d'octobre 2005. Ses rédacteurs ont arrêté sa parution pour fonder un nouveau journal, bimestriel, dont le premier numéro est sorti au mois de mars 2006 : Le Plan B, en collaboration avec des contributeurs du journal Fakir, auquel participait notamment François Ruffin. Le plan B se désignait alors ironiquement comme le « bras armé » de l'association Acrimed, désignée à son tour comme sa « vitrine universitaire » (le site internet Acrimed publiant des analyses non satiriques).